# Vražedné myšlenky
Vražedné myšlenky (v anglickém originále Mortal Thoughts) je americký mysteriózní film z roku 1991. Režisérem filmu je Alan Rudolph. Hlavní role ve filmu ztvárnili Demi Moore, Bruce Willis, Glenne Headly, John Pankow a Harvey Keitel.

## Obsazení
| Demi Moore     | Cynthia Kellogg |
| Bruce Willis   | James Urbanski  |
| Glenne Headly  | Joyce Urbanski  |
| John Pankow    | Arthur Kellogg  |
| Harvey Keitel  | John Woods      |
| Billie Neal    | Linda Nealon    |
| Frank Vincent  | Joycein otec    |
| Doris McCarthy | Joyceina matka  |